# Grøn var min barndoms dal (film)
Grøn var min barndoms dal (originaltitel How Green Was My Valley) er en amerikansk film fra 1941, instrueret af John Ford og baseret på roman af samme navn af Richard Llewellyn.
Selvom både filmkritikerne har store tanker om filmen, regnes den ikke for meget af Fords fans, hvilket kan skyldes, at den konkurrerede med Orson Welles' Citizen Kane (dansk titel Den store mand) samme år. Ifølge den amerikanske filmkritiker Andrew Sarris er Grøn var min barndoms dal den bedste film, der nogensinde har vundet en Oscar.